# Fiona Robinson
Pour les articles homonymes, voir Robinson.
Fiona Mary Robinson-Hannan, née le 7 février 1969 à Perth, en Australie, est une ancienne basketteuse et handballeuse australienne.

## Palmarès
- Troisième des Jeux olympiques 1996